# São Caetano de Odivelas
São Caetano de Odivelas is een gemeente in de Braziliaanse deelstaat Pará. De gemeente telt 16.862 inwoners (schatting 2009).